# KuantoKusta

Considerado um dos canais mais influentes do e-commerce em Portugal, o KuantoKusta é uma empresa tecnológica e comprometida com todos os envolvidos no processo de compras online. Ao longo dos seus anos de história, a empresa conquistou o lugar de líder nacional na comparação de preços e contribuiu para que milhões de portugueses realizassem compras mais conscientes e económicas. 

## História
O KuantoKusta foi fundado em 2005 pelos irmãos Pimenta, emigrantes em França, que vieram para Portugal com o desejo de abrir uma loja de informática.  Enquanto analisavam os preços praticados no país, depararam-se com a inexistência de um site que agregasse preços e permitisse a sua comparação. Conscientes da oportunidade que encontraram, não pensaram duas vezes em criar o primeiro comparador de preços de Portugal, um negócio inovador para a época, que fez com que mudasse o hábito de compra dos portugueses.
Desde então tem sido sempre a crescer. Até o momento, o site integra mais de 700 lojas ativas e mais de 2 milhões de produtos registados em 14 categorias, as quais obtiveram um retorno total de 4,5 milhões de euros em 2017 por utilizarem o KuantoKusta como montra dos seus produtos.
Com um investimento de 2 milhões de euros, o KuantoKusta prepara-se para lançar no mercado, a partir de setembro de 2018, o primeiro Marketplace puro de Portugal.

## Internacionalização
Em 2007, após registar uma elevada taxa de crescimento, com 192%, o KuantoKusta fez a sua primeira experiência no exterior para o  Brasil,  criando o KuantoKusta.com.br e e em 2008  para a Espanha com o KuantoKuesta.es. Ambos os projetos estão inativos por conta da saturação de mercado no segmento de sites de comparação de preço.

## Inovação
Em 2013 o KuantoKusta desenvolveu uma aplicação dedicada à comparação de preços através de tablet e smartphone. Na base de dados há milhares de produtos, que podem ser pesquisados por categoria, marca, referência ou código de barras. Através desta opção o utilizador pode alinhar o código de barras de um produto com um retângulo que surge no ecrã e fornecer por essa via a informação necessária para desencadear a pesquisa.
Em 2014, com a mudança do algoritmo da Google o KuantoKusta reformulou o seu site tornando-se desta forma em responsive design.
Em 2016, o KuantoKusta desenvolveu um comparador de preços totalmente dedicado a supermercados. O KuantoKusta Supermercados tem o objetivo de integrar num único site, informações detalhadas sobre os preços praticados nos supermercados em Portugal e partilhar promoções diárias.
O KuantoKusta desenvolveu também o PriceBench, uma ferramenta especializada na recolha, tratamento e análise de dados que contribui para que a loja registada no site tenha uma gestão de preços mais inteligente.
Ainda no mesmo ano, o KuantoKusta ultrapassa o número de 2 milhão de produtos no site inseridos em várias áreas.
Em 2018, o KuantoKusta, de forma a acompanhar o crescimento de acesso por dispositivos móveis e garantir uma melhor experiência de compra online para os utlizadores cria uma nova versão mobile do KuantoKusta, a Área Pessoal e o Click Box.

## Mudança de modelo de negócio
De comparador para marketplace, em 2018, o KuantoKusta e a um novo modelo de negócio para atender as novas exigências do crescente mercado digital em Portugal. O KuantoKusta Marketplace passa a assumir toda a responsabilidade de compra que  que anteriormente estava sob a alçada do retalhista e assim, proporcionar uma experiência de compra completa para os seus utilizadores.